# Весталія
Весталія — свято римської богині Вести — богині домашнього вогнища й родинного життя. Відзначалося 9 червня.
Одружені жінки під час цього свята здійснювали жертвопринесення у вигляді продуктів харчування у храмі Вести. Це також свято пекарів, тому що весталки пекли спеціальний хліб з солоним борошном та готували спеціальне борошно для інших релігійних церемоній — лат. mola salsa.
Основне дійство відбувалося у Храмі Вести і оповите таємницею, що завадило збереженню його опису до сьогоднішніх днів. Відомо лише, що громадянам Рима дозволено з 7 по 15 червня босоніж відвідати храм. 15 червня також закінчувався цикл свят, присвячених Весті, святом Quando Stercus Delatum Fas, ритуалом очищення і закриття зерносховищ.